# 闇に叫ぶ狼
『闇に叫ぶ狼』（やみにさけぶおおかみ）は、1935年（昭和10年）に日本で製作・公開されたサイレント映画である。製作・配給大都映画。

## スタッフ
- 監督 : 大江秀夫
- 原作・脚本 : 八代梨江
- 撮影 : 金森清太郎

## キャスト
- ハヤフサヒデト
- 琴路美津子
- 小笠原隆
- 広田義一